# Ernest Gaillard
Pour les articles homonymes, voir Gaillard.
Ernest Édouard Gaillard, né le 21 janvier 1893 à Cambrai et mort le 11 août 1976 à Bailleul, est un architecte français, également conservateur du musée de Cambrai.

## Biographie

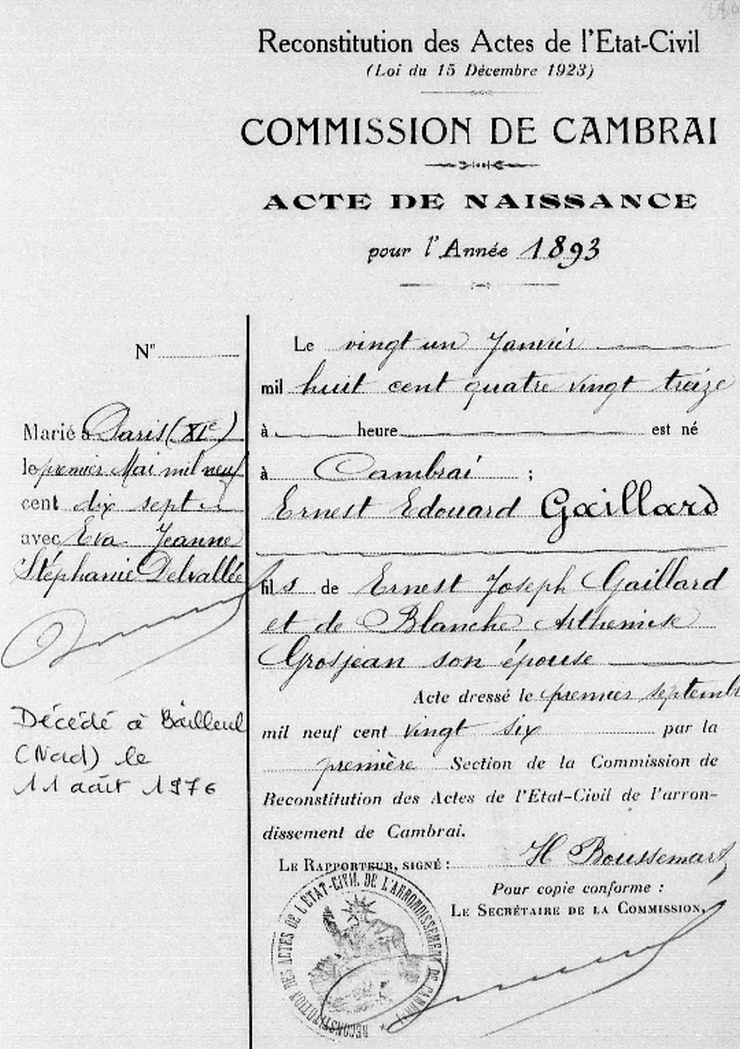
Son acte de naissance reconstitué.

Ernest Édouard Gaillard naît le 21 janvier 1893 à Cambrai.
Il a été résistant durant la Seconde Guerre mondiale.
On lui doit la reconstruction de l'église Saint-Martin de Fontaine-Notre-Dame et la construction de quelques immeubles à Cambrai. Il est chevalier de la Légion d'honneur.
Il meurt le 11 août 1976 à Bailleul.